# Basketball-Weltmeisterschaft der Damen 1979
Die Basketball-Weltmeisterschaft der Damen 1979 (offiziell: World Championship for Women 1979) fand vom 29. April bis zum 13. Mai 1979 in Südkorea statt und war die achte Basketball-Weltmeisterschaft der Frauen unter der Schirmherrschaft des Weltbasketballverbandes FIBA. Ausgetragen wurden die Spiele in Seoul.
Die Weltmeisterschaft stand im Schatten des Kalten Krieges und wurde durch den Titelverteidiger Sowjetunion sowie weiterer Ostblock-Nationen aufgrund fehlender diplomatischer Beziehungen zum Gastgeberland Südkorea boykottiert.
Trotz der 82:94-Niederlage gegen die Gastgeber vor 20.000 Zuschauern zum Auftakt der Finalrunde gewannen die Vereinigten Staaten alle anderen Spiele und holten sich dank der besseren Punktedifferenz unter den drei besten Teams die Goldmedaille. Die Silbermedaille ging an Südkorea und Bronze an  Kanada.

## Austragungsort
| \| Seoul \| |
| Seoul       |

| Seoul |

## Vorrunde
In der Vorrunde wurden die Mannschaften (mit Ausnahme der Vereinigten Staaten) in drei Gruppen zu je vier Mannschaften aufgeteilt. Mexiko war als vierte Mannschaft der Gruppe C qualifiziert, entschied sich aber gegen eine Teilnahme. Die beiden besten Teams aus jeder Gruppe zogen in die Finalrunde ein. Die Vereinigten Staaten zogen als Finalist der Olympischen Spiele 1976 direkt in die Finalrunde ein.

### Gruppe A
| Platz | Team        | Sp. | S | N | Korbpunkte | Diff. | Punkte |
| ----- | ----------- | --- | - | - | ---------- | ----- | ------ |
| 1.    | Kanada      | 3   | 3 | 0 | 244:157    | +87   | 6      |
| 2.    | Südkorea    | 3   | 2 | 1 | 247:177    | +70   | 5      |
| 3.    | Niederlande | 3   | 1 | 2 | 216:196    | +20   | 4      |
| 4.    | Bolivien    | 3   | 0 | 3 | 108:285    | −177  | 3      |

### Gruppe B
| Platz | Team       | Sp. | S | N | Korbpunkte | Diff. | Punkte |
| ----- | ---------- | --- | - | - | ---------- | ----- | ------ |
| 1.    | Japan      | 3   | 2 | 1 | 203:138    | +65   | 5      |
| 2.    | Frankreich | 3   | 2 | 1 | 193:166    | +27   | 5      |
| 3.    | Brasilien  | 3   | 2 | 1 | 219:188    | +31   | 5      |
| 4.    | Senegal    | 3   | 0 | 3 | 127:250    | −123  | 3      |

### Gruppe C
| Platz | Team       | Sp. | S | N | Korbpunkte | Diff. | Punkte |
| ----- | ---------- | --- | - | - | ---------- | ----- | ------ |
| 1.    | Australien | 2   | 2 | 0 | 198:900    | +108  | 4      |
| 2.    | Italien    | 2   | 1 | 1 | 156:115    | +41   | 3      |
| 3.    | Malaysia   | 2   | 0 | 2 | 050:199    | −149  | 2      |

## Platzierungsrunde
Die Mannschaften, die die Finalrunde nicht erreichten, spielten in der Platzierungsrunde im Rundenturnier-Modus die Plätze 8 bis 12 aus. Ergebnisse der Vorrunde wurden übernommen.
| Platz | Team        | Sp. | S | N | Korbpunkte | Diff. | Punkte |
| ----- | ----------- | --- | - | - | ---------- | ----- | ------ |
| 1.    | Niederlande | 4   | 4 | 0 | 378:193    | +185  | 8      |
| 2.    | Brasilien   | 4   | 3 | 1 | 373:258    | +115  | 7      |
| 3.    | Bolivien    | 4   | 2 | 2 | 196:291    | −95   | 6      |
| 4.    | Malaysia    | 4   | 1 | 3 | 217:333    | −116  | 5      |
| 5.    | Senegal     | 4   | 0 | 4 | 207:296    | −89   | 4      |

## Finalrunde
In der Finalrunde spielten die sieben Mannschaften im Rundenturnier-Modus um die Weltmeisterschaft und die weiteren Plätze zwei bis sieben. Ergebnisse der Vorrunde wurden übernommen.
| Platz | Team               | Sp. | S | N | Korbpunkte | Diff. | Punkte |
| ----- | ------------------ | --- | - | - | ---------- | ----- | ------ |
| 1.    | Vereinigte Staaten | 6   | 5 | 1 | 463:402    | +61   | 11     |
| 2.    | Südkorea           | 6   | 5 | 1 | 436:413    | +23   | 11     |
| 3.    | Kanada             | 6   | 5 | 1 | 395:366    | +29   | 11     |
| 4.    | Australien         | 6   | 3 | 3 | 387:398    | −21   | 9      |
| 5.    | Italien            | 6   | 2 | 4 | 386:376    | +10   | 8      |
| 6.    | Japan              | 6   | 1 | 5 | 350:377    | −27   | 7      |
| 7.    | Frankreich         | 6   | 0 | 6 | 338:423    | −85   | 6      |

## Endstand
Der offizielle Endstand zum Abschluss des Turniers:
| Rang   | Team               | Bilanz | WM-Teilnahme |
| ------ | ------------------ | ------ | ------------ |
| Gold   | Vereinigte Staaten | 5:1    | 7.           |
| Silber | Südkorea           | 7:1    | 5.           |
| Bronze | Kanada             | 7:1    | 3.           |
| 4      | Australien         | 4:3    | 5.           |
| 5      | Italien            | 4:4    | 3.           |
| 6      | Japan              | 2:6    | 5.           |
| 7      | Frankreich         | 2:6    | 4.           |
| 8      | Niederlande        | 4:2    | 1.           |
| 9      | Brasilien          | 4:2    | 7.           |
| 10     | Bolivien           | 2:4    | 1.           |
| 11     | Malaysia           | 1:5    | 1.           |
| 12     | Senegal            | 0:6    | 2.           |